# Regrowth
Regrowth (deutsch: Nachwachsen) ist ein Jazzalbum von Kalia Vandever. Die 2021 im The Bunker Studio, Brooklyn entstandenen Aufnahmen erschienen am 6. Mai 2022 auf New Amsterdam Records. Es ist nach ihrem Debüt In Bloom (2019) das zweite Album der Posaunistin.

## Hintergrund
Regrowth ist eine Kombination aus Stücken, die Vandever vor und während der COVID-19-Pandemie in den Vereinigten Staaten komponiert hat. „More of the Good Stuff Later“ und „False Memories“ hat sie bereits 2019 geschrieben; „Soft“ und „Passing Thoughts“ sind Kombinationen von Stücken, die ursprünglich 2020 für ein Gitarren- und Klavierquartett geschrieben wurden. Kalia Vandever spielte ihre Kompositionen, die aus Improvisationen mit ihrem langjährigen Ensemble entstanden sind, für Regrowth mit dem Saxophonisten Immanuel Wilkins, dem Pianisten Paul Cornish, dem Bassisten Nick Dunston, Schlagzeuger Connor Parks und Gitarrist und Produzent Lee Meadvin ein. Ausgekoppelt wurde als Single das Stück „Pick It Up (and Drop It Again)“. In den Liner Notes schrieb sie:
„Ich wollte Musik machen, die sich am ehrlichsten anfühlt und meinen Überzeugungen entspricht. Ich wollte einen Weg finden, all meine musikalischen Einflüsse zu kombinieren und etwas zu schaffen, das sich fast nicht durch ein bestimmtes Genre definieren lässt… Ich wollte einen Weg finden, die Posaune als fast eine Erweiterung meiner Stimme zu betrachten.“

## Titelliste
- Kalia Vandever: Regrowth  (New Amsterdam Records)

1. Soft 6:24
2. False Memories 3:29
3. Passing Thoughts 5:05
4. An Unwelcome Visit 5:40
5. Lift 3:29
6. More of The Good Stuff Later 6:35
7. Pick It Up (and Drop It Again) 5:30
8. An Unwelcome Visit (Reprise) 1:45

Die Kompositionen stammen von Kalia Vandever.

## Rezeption
Auf Regrowth zeige Vandever „enorme instrumentale Fähigkeiten und eine hochmelodische kompositorische Stimme“, hieß es in der Zeitschrift Hot House. Nach Ansicht von Jasmine Ivanna Espy (I Care If You Listen) ist das Album als Ganzes zunächst arglos – es sei „ebenso ein Mysterium wie ein synchronisierter Strom von Bewusstsein, Emotionen und Perspektiven. Es entsteht, wenn Stagnation unmittelbar bevorsteht und Kreativität einschüchternd wirkt“. Es würde [dann aber] die Sprache des Wachstums durch Stücke wie „Lift“, „Pick It Up (and Drop It Again)“ und „An Unwelcome Visit“ sprechen. Die Töne verebben und fließen zwischen intensiv und simpel und bauen sich schließlich zu einem Jazz-induzierten Crescendo auf. Dieses Album sei für jeden mit der Energie der Hauptfigur; Regrowth sei die Verwirklichung des Wachstums inmitten des Lebens, nach dem sie sich [während der Pandemie] gesehnt hatte.
Michael Toland schrieb in The Big Takeover, das Eröffnungsstück „Soft“ beginnt mit einem Duett mit Wilkins, bei dem langsam weitere Instrumente hinzukommen, bis das gesamte Ensemble die Melodie auf die nächste Ebene hebt. Dieses Stück hebe auch ein weiteres Mal bevorzugte Merkmale Vandevers hervor: eine Vorliebe für Taktarten außerhalb von 4/4 und das Schaffen von verschlungenen und harmonischen Bläserparts – wie auch in „Lift“ und „Passing Thoughts“. Dies werde noch deutlicher in der fesselnden Traumlandschaft „More of the Good Stuff Later“, in der die Band ein komplexes Netz aus freiem Spiel webe, das als Grundlage für Vandevers üppiges Solospiel diene. Regrowth sei ein beeindruckendes zweites Album und zeige ihre kreative Entwicklung an allen Fronten.
Konstantin Rega (Treble) zählte Regrowth zu den besten Alben des Jahres; mit en Töndes hispanischen Erbes und etwas Cajun-Charme würden sich die Stile gut mischen und ihm etwas Wärme und Schwung verleihen. Ihre Stücke hätten eine leicht lockere Anmutung, eher improvisiert als akribisch komponiert, da Songs wie „Lift“ Spaß machen und sehr effektiv mit musikalischen Motiven spielen, ohne übermäßig recycelt zu werden. Regrowth sei eine insgesamt unterhaltsame Darbietung von Talent, die viel versprechend für das zeigt, was der Künstler aus Brooklyn als Nächstes tun wird.